# Mary J. Blige/Diskografie
Diese Diskografie ist eine Übersicht über die musikalischen Werke der US-amerikanischen R&B-Sängerin Mary J. Blige. Den Quellenangaben zufolge hat sie bisher mehr als 60 Millionen Tonträger verkauft, davon alleine in ihrer Heimat über 27 Millionen. Bisher schafften es vier ihrer Alben bis auf Platz 1 der US-amerikanischen Billboard 200. Ihre erfolgreichste Veröffentlichung ist das Album The Breakthrough mit über 3,3 Millionen verkauften Einheiten.

## Alben

### Studioalben
| Jahr | Titel Musiklabel                                               | Höchstplatzierung, Gesamtwochen, AuszeichnungChartplatzierungen (Jahr, Titel, Musiklabel, Platzierungen, Wochen, Auszeichnungen, Anmerkungen) | Höchstplatzierung, Gesamtwochen, AuszeichnungChartplatzierungen (Jahr, Titel, Musiklabel, Platzierungen, Wochen, Auszeichnungen, Anmerkungen) | Höchstplatzierung, Gesamtwochen, AuszeichnungChartplatzierungen (Jahr, Titel, Musiklabel, Platzierungen, Wochen, Auszeichnungen, Anmerkungen) | Höchstplatzierung, Gesamtwochen, AuszeichnungChartplatzierungen (Jahr, Titel, Musiklabel, Platzierungen, Wochen, Auszeichnungen, Anmerkungen) | Höchstplatzierung, Gesamtwochen, AuszeichnungChartplatzierungen (Jahr, Titel, Musiklabel, Platzierungen, Wochen, Auszeichnungen, Anmerkungen) | Höchstplatzierung, Gesamtwochen, AuszeichnungChartplatzierungen (Jahr, Titel, Musiklabel, Platzierungen, Wochen, Auszeichnungen, Anmerkungen) | Anmerkungen                                                   |
| Jahr | Titel Musiklabel                                               | DE | AT | CH | UK | US | R&B | Anmerkungen                                                   |
| ---- | -------------------------------------------------------------- | --- | --- | --- | --- | --- | --- | ------------------------------------------------------------- |
| 1992 | What’s the 411? MCA Records (BMG)                              | — | — | — | UK53 Silber · (1 Wo.)UK | US6 ×4Vierfachplatin · (58 Wo.)US | R&B1 (64 Wo.)R&B | Erstveröffentlichung: 28. Juli 1992 Verkäufe: + 4.060.000     |
| 1994 | My Life MCA Records (BMG)                                      | — | — | — | UK59 Gold · (14 Wo.)UK | US7 ×3Dreifachplatin · (46 Wo.)US | R&B1 (85 Wo.)R&B | Erstveröffentlichung: 29. November 1994 Verkäufe: + 3.150.000 |
| 1997 | Share My World MCA Records (BMG)                               | DE37 (11 Wo.)DE | — | CH41 (2 Wo.)CH | UK8 Gold · (39 Wo.)UK | US1 ×3Dreifachplatin · (57 Wo.)US | R&B1 (75 Wo.)R&B | Erstveröffentlichung: 14. April 1997 Verkäufe: + 3.300.000    |
| 1999 | Mary MCA Records (UMG)                                         | DE38 (6 Wo.)DE | — | CH16 (7 Wo.)CH | UK5 Gold · (7 Wo.)UK | US2 ×2Doppelplatin · (57 Wo.)US | R&B1 (69 Wo.)R&B | Erstveröffentlichung: 17. August 1999 Verkäufe: + 2.350.000   |
| 2001 | No More Drama MCA Records (UMG)                                | DE13 Gold · (35 Wo.)DE | AT17 (17 Wo.)AT | CH7 Platin · (49 Wo.)CH | UK4 Platin · (64 Wo.)UK | US2 ×2Doppelplatin · (24 Wo.)US | R&B1 (27 Wo.)R&B | Erstveröffentlichung: 21. August 2001 Verkäufe: + 3.332.500   |
| 2003 | Love & Life Geffen Records (UMG)                               | DE21 (6 Wo.)DE | AT49 (3 Wo.)AT | CH3 (9 Wo.)CH | UK8 Gold · (6 Wo.)UK | US1 Platin · (25 Wo.)US | R&B1 (42 Wo.)R&B | Erstveröffentlichung: 26. August 2003 Verkäufe: + 1.200.000   |
| 2005 | The Breakthrough Geffen Records (UMG)                          | DE28 Gold · (29 Wo.)DE | AT42 (19 Wo.)AT | CH7 Platin · (37 Wo.)CH | UK22 Gold · (33 Wo.)UK | US1 ×3Dreifachplatin · (72 Wo.)US | R&B1 (102 Wo.)R&B | Erstveröffentlichung: 9. Dezember 2005 Verkäufe: + 3.375.000  |
| 2007 | Growing Pains Geffen Records (UMG)                             | DE32 (4 Wo.)DE | AT36 (4 Wo.)AT | CH6 (11 Wo.)CH | UK6 Silber · (7 Wo.)UK | US1 Platin · (36 Wo.)US | R&B1 (76 Wo.)R&B | Erstveröffentlichung: 18. Dezember 2007 Verkäufe: + 1.060.000 |
| 2009 | Stronger with Each Tear Geffen Records (UMG)                   | — | — | CH66 (6 Wo.)CH | UK33 (2 Wo.)UK | US2 Gold · (37 Wo.)US | R&B1 (49 Wo.)R&B | Erstveröffentlichung: 18. Dezember 2009 Verkäufe: + 500.000   |
| 2011 | My Life II… The Journey Continues (Act 1) Geffen Records (UMG) | DE93 (1 Wo.)DE | — | CH31 (3 Wo.)CH | UK76 (1 Wo.)UK | US5 Gold · (29 Wo.)US | R&B2 (78 Wo.)R&B | Erstveröffentlichung: 18. November 2011 Verkäufe: + 500.000   |
| 2014 | The London Sessions Capitol Records (UMG)                      | — | — | CH27 (2 Wo.)CH | UK40 (2 Wo.)UK | US9 (13 Wo.)US | R&B1 (26 Wo.)R&B | Erstveröffentlichung: 24. November 2014                       |
| 2017 | Strength of a Woman Capitol Records (UMG)                      | — | — | CH63 (1 Wo.)CH | UK54 (1 Wo.)UK | US3 (8 Wo.)US | R&B2 (4 Wo.)R&B | Erstveröffentlichung: 28. April 2017                          |
| 2022 | Good Morning Gorgeous Mary Jane Productions (300)              | — | — | CH56 (2 Wo.)CH | — | US14 (3 Wo.)US | R&B9 (2 Wo.)R&B | Erstveröffentlichung: 11. Februar 2022                        |
| 2024 | Gratitude Mary Jane Productions (300)                          | — | — | — | — | — | — | Erstveröffentlichung: 15. November 2024                       |

### Kompilationen
| Jahr | Titel Musiklabel                                   | Höchstplatzierung, Gesamtwochen, AuszeichnungChartplatzierungen (Jahr, Titel, Musiklabel, Platzierungen, Wochen, Auszeichnungen, Anmerkungen) | Höchstplatzierung, Gesamtwochen, AuszeichnungChartplatzierungen (Jahr, Titel, Musiklabel, Platzierungen, Wochen, Auszeichnungen, Anmerkungen) | Höchstplatzierung, Gesamtwochen, AuszeichnungChartplatzierungen (Jahr, Titel, Musiklabel, Platzierungen, Wochen, Auszeichnungen, Anmerkungen) | Höchstplatzierung, Gesamtwochen, AuszeichnungChartplatzierungen (Jahr, Titel, Musiklabel, Platzierungen, Wochen, Auszeichnungen, Anmerkungen) | Höchstplatzierung, Gesamtwochen, AuszeichnungChartplatzierungen (Jahr, Titel, Musiklabel, Platzierungen, Wochen, Auszeichnungen, Anmerkungen) | Höchstplatzierung, Gesamtwochen, AuszeichnungChartplatzierungen (Jahr, Titel, Musiklabel, Platzierungen, Wochen, Auszeichnungen, Anmerkungen) | Anmerkungen                                                  |
| Jahr | Titel Musiklabel                                   | DE | AT | CH | UK | US | R&B | Anmerkungen                                                  |
| ---- | -------------------------------------------------- | --- | --- | --- | --- | --- | --- | ------------------------------------------------------------ |
| 1998 | The Tour MCA Records (UMG)                         | — | — | — | — | US21 Gold · (12 Wo.)US | R&B7 (19 Wo.)R&B | Erstveröffentlichung: 28. Juli 1998 Verkäufe: + 500.000      |
| 2000 | Ballads MCA Records (UMG)                          | — | — | — | — | — | — | Erstveröffentlichung: 20. Dezember 2000                      |
| 2002 | Dance for Me MCA Records (UMG)                     | — | — | — | — | US76 (4 Wo.)US | R&B36 (4 Wo.)R&B | Erstveröffentlichung: 13. August 2002                        |
| 2006 | Mary J. Blige & Friends Geffen Records (UMG)       | — | — | — | — | US95 (1 Wo.)US | R&B8 (10 Wo.)R&B | Erstveröffentlichung: 31. Oktober 2006                       |
| 2006 | Reflections (A Retrospective) Geffen Records (UMG) | — | AT75 (1 Wo.)AT | CH19 (12 Wo.)CH | UK40 Platin · (14 Wo.)UK | US9 (21 Wo.)US | R&B2 (52 Wo.)R&B | Erstveröffentlichung: 1. Dezember 2006 Verkäufe: + 1.000.000 |
| 2019 | Herstory Vol. 1 Geffen Records (UMG)               | — | — | — | — | — | — | Erstveröffentlichung: 6. Dezember 2019                       |

### Remixalben
| Jahr | Titel Musiklabel                        | Höchstplatzierung, Gesamtwochen, AuszeichnungChartplatzierungen (Jahr, Titel, Musiklabel, Platzierungen, Wochen, Auszeichnungen, Anmerkungen) | Höchstplatzierung, Gesamtwochen, AuszeichnungChartplatzierungen (Jahr, Titel, Musiklabel, Platzierungen, Wochen, Auszeichnungen, Anmerkungen) | Höchstplatzierung, Gesamtwochen, AuszeichnungChartplatzierungen (Jahr, Titel, Musiklabel, Platzierungen, Wochen, Auszeichnungen, Anmerkungen) | Höchstplatzierung, Gesamtwochen, AuszeichnungChartplatzierungen (Jahr, Titel, Musiklabel, Platzierungen, Wochen, Auszeichnungen, Anmerkungen) | Höchstplatzierung, Gesamtwochen, AuszeichnungChartplatzierungen (Jahr, Titel, Musiklabel, Platzierungen, Wochen, Auszeichnungen, Anmerkungen) | Höchstplatzierung, Gesamtwochen, AuszeichnungChartplatzierungen (Jahr, Titel, Musiklabel, Platzierungen, Wochen, Auszeichnungen, Anmerkungen) | Anmerkungen                                                |
| Jahr | Titel Musiklabel                        | DE | AT | CH | UK | US | R&B | Anmerkungen                                                |
| ---- | --------------------------------------- | --- | --- | --- | --- | --- | --- | ---------------------------------------------------------- |
| 1993 | What’s the 411? Remix MCA Records (BMG) | — | — | — | — | US118 Gold · (14 Wo.)US | R&B22 (25 Wo.)R&B | Erstveröffentlichung: 7. Dezember 1993 Verkäufe: + 500.000 |

### Soundtracks
| Jahr | Titel Musiklabel                         | Höchstplatzierung, Gesamtwochen, AuszeichnungChartplatzierungen (Jahr, Titel, Musiklabel, Platzierungen, Wochen, Auszeichnungen, Anmerkungen) | Höchstplatzierung, Gesamtwochen, AuszeichnungChartplatzierungen (Jahr, Titel, Musiklabel, Platzierungen, Wochen, Auszeichnungen, Anmerkungen) | Höchstplatzierung, Gesamtwochen, AuszeichnungChartplatzierungen (Jahr, Titel, Musiklabel, Platzierungen, Wochen, Auszeichnungen, Anmerkungen) | Höchstplatzierung, Gesamtwochen, AuszeichnungChartplatzierungen (Jahr, Titel, Musiklabel, Platzierungen, Wochen, Auszeichnungen, Anmerkungen) | Höchstplatzierung, Gesamtwochen, AuszeichnungChartplatzierungen (Jahr, Titel, Musiklabel, Platzierungen, Wochen, Auszeichnungen, Anmerkungen) | Höchstplatzierung, Gesamtwochen, AuszeichnungChartplatzierungen (Jahr, Titel, Musiklabel, Platzierungen, Wochen, Auszeichnungen, Anmerkungen) | Anmerkungen                         |
| Jahr | Titel Musiklabel                         | DE | AT | CH | UK | US | R&B | Anmerkungen                         |
| ---- | ---------------------------------------- | --- | --- | --- | --- | --- | --- | ----------------------------------- |
| 2014 | Think Like a Man Too Epic Records (Sony) | — | — | — | — | US30 (3 Wo.)US | R&B6 (6 Wo.)R&B | Erstveröffentlichung: 17. Juni 2014 |

### Weihnachtsalben
| Jahr | Titel Musiklabel                   | Höchstplatzierung, Gesamtwochen, AuszeichnungChartplatzierungen (Jahr, Titel, Musiklabel, Platzierungen, Wochen, Auszeichnungen, Anmerkungen) | Höchstplatzierung, Gesamtwochen, AuszeichnungChartplatzierungen (Jahr, Titel, Musiklabel, Platzierungen, Wochen, Auszeichnungen, Anmerkungen) | Höchstplatzierung, Gesamtwochen, AuszeichnungChartplatzierungen (Jahr, Titel, Musiklabel, Platzierungen, Wochen, Auszeichnungen, Anmerkungen) | Höchstplatzierung, Gesamtwochen, AuszeichnungChartplatzierungen (Jahr, Titel, Musiklabel, Platzierungen, Wochen, Auszeichnungen, Anmerkungen) | Höchstplatzierung, Gesamtwochen, AuszeichnungChartplatzierungen (Jahr, Titel, Musiklabel, Platzierungen, Wochen, Auszeichnungen, Anmerkungen) | Höchstplatzierung, Gesamtwochen, AuszeichnungChartplatzierungen (Jahr, Titel, Musiklabel, Platzierungen, Wochen, Auszeichnungen, Anmerkungen) | Anmerkungen                                                |
| Jahr | Titel Musiklabel                   | DE | AT | CH | UK | US | R&B | Anmerkungen                                                |
| ---- | ---------------------------------- | --- | --- | --- | --- | --- | --- | ---------------------------------------------------------- |
| 2013 | A Mary Christmas Verve Music (UMG) | — | — | — | UK28 (4 Wo.)UK | US10 Gold · (12 Wo.)US | R&B2 (12 Wo.)R&B | Erstveröffentlichung: 15. Oktober 2013 Verkäufe: + 500.000 |

## Singles

### Als Leadmusikerin
| Jahr | Titel Album                                                      | Höchstplatzierung, Gesamtwochen, AuszeichnungChartplatzierungen (Jahr, Titel, Album, Platzierungen, Wochen, Auszeichnungen, Anmerkungen) | Höchstplatzierung, Gesamtwochen, AuszeichnungChartplatzierungen (Jahr, Titel, Album, Platzierungen, Wochen, Auszeichnungen, Anmerkungen) | Höchstplatzierung, Gesamtwochen, AuszeichnungChartplatzierungen (Jahr, Titel, Album, Platzierungen, Wochen, Auszeichnungen, Anmerkungen) | Höchstplatzierung, Gesamtwochen, AuszeichnungChartplatzierungen (Jahr, Titel, Album, Platzierungen, Wochen, Auszeichnungen, Anmerkungen) | Höchstplatzierung, Gesamtwochen, AuszeichnungChartplatzierungen (Jahr, Titel, Album, Platzierungen, Wochen, Auszeichnungen, Anmerkungen) | Höchstplatzierung, Gesamtwochen, AuszeichnungChartplatzierungen (Jahr, Titel, Album, Platzierungen, Wochen, Auszeichnungen, Anmerkungen) | Anmerkungen                                                                     |
| Jahr | Titel Album                                                      | DE | AT | CH | UK | US | R&B | Anmerkungen                                                                     |
| --- | ---------------------------------------------------------------- | --- | --- | --- | --- | --- | --- | ------------------------------------------------------------------------------- |
| 1992 | You Remind Me What’s the 411?                                    | — | — | — | UK48 (3 Wo.)UK | US29 Gold · (20 Wo.)US | R&B1 (27 Wo.)R&B | Erstveröffentlichung: 23. Juni 1992 Verkäufe: + 500.000                         |
| 1992 | Real Love What’s the 411?                                        | — | — | — | UK26 (6 Wo.)UK | US7 Gold · (31 Wo.)US | R&B1 (26 Wo.)R&B | Erstveröffentlichung: 25. August 1992 Verkäufe: + 500.000                       |
| 1992 | Reminisce What’s the 411?                                        | — | — | — | UK31 (4 Wo.)UK | US57 (20 Wo.)US | R&B6 (25 Wo.)R&B | Erstveröffentlichung: 13. Oktober 1992                                          |
| 1993 | Sweet Thing What’s the 411?                                      | — | — | — | — | US28 (20 Wo.)US | R&B11 (20 Wo.)R&B | Erstveröffentlichung: 2. April 1993                                             |
| 1993 | Love No Limit What’s the 411?                                    | — | — | — | — | US44 (16 Wo.)US | R&B5 (27 Wo.)R&B | Erstveröffentlichung: 10. Mai 1993                                              |
| 1993 | You Don’t Have to Worry What’s the 411? Remix                    | — | — | — | UK36 (2 Wo.)UK | US63 (13 Wo.)US | R&B11 (20 Wo.)R&B | Erstveröffentlichung: 19. Oktober 1993                                          |
| 1994 | My Love What’s the 411? Remix                                    | — | — | — | UK29 (4 Wo.)UK | — | R&B23 (20 Wo.)R&B | Erstveröffentlichung: 28. Mai 1994                                              |
| 1994 | Be Happy My Life                                                 | — | — | — | UK30 (4 Wo.)UK | US29 (20 Wo.)US | R&B6 (21 Wo.)R&B | Erstveröffentlichung: 14. Oktober 1994                                          |
| 1995 | I’m Going Down My Life                                           | — | — | — | UK12 (6 Wo.)UK | US22 (14 Wo.)US | R&B13 (19 Wo.)R&B | Erstveröffentlichung: 18. Januar 1995                                           |
| 1995 | Mary Jane (All Night Long) My Life                               | — | — | — | UK17 (4 Wo.)UK | — | — | Erstveröffentlichung: 8. Februar 1995                                           |
| 1995 | I Love You/You Bring Me Joy My Life                              | — | — | — | — | US57 (19 Wo.)US | R&B29 (20 Wo.)R&B | Erstveröffentlichung: 28. Mai 1995                                              |
| 1995 | (You Make Me Feel Like) A Natural Woman My Life / Share My World | — | — | — | UK23 (3 Wo.)UK | US95 (2 Wo.)US | R&B39 (9 Wo.)R&B | Erstveröffentlichung: 1995                                                      |
| 1996 | Not Gon’ Cry Share My World                                      | — | — | — | UK39 (2 Wo.)UK | US2 Platin · (20 Wo.)US | R&B1 (22 Wo.)R&B | Erstveröffentlichung: 23. Januar 1996 Verkäufe: + 1.000.000                     |
| 1997 | Love Is All We Need Share My World                               | — | — | — | UK15 (5 Wo.)UK | — | — | Erstveröffentlichung: 18. Februar 1997 feat. Nas                                |
| 1997 | I Can Love You Share My World                                    | — | — | — | — | US28 (19 Wo.)US | R&B2 (29 Wo.)R&B | Erstveröffentlichung: 8. Juli 1997 feat. Lil’ Kim                               |
| 1997 | Everything Share My World                                        | — | — | — | UK6 Silber · (9 Wo.)UK | US24 (20 Wo.)US | R&B5 (31 Wo.)R&B | Erstveröffentlichung: 4. August 1997 Verkäufe: + 200.000                        |
| 1997 | Missing You Share My World                                       | — | — | — | UK19 (8 Wo.)UK | — | — | Erstveröffentlichung: 2. Oktober 1997                                           |
| 1998 | Seven Days Share My World                                        | — | — | — | UK22 (4 Wo.)UK | — | — | Erstveröffentlichung: 20. März 1998 feat. George Benson                         |
| 1998 | Beautiful How Stella Got Her Groove Back                         | — | — | — | — | — | R&B72 (1 Wo.)R&B | Erstveröffentlichung: 11. August 1998                                           |
| 1998 | As Mary                                                          | DE38 (9 Wo.)DE | — | CH22 (12 Wo.)CH | UK4 Gold · (13 Wo.)UK | — | R&B57 (20 Wo.)R&B | Erstveröffentlichung: 10. Dezember 1998 Verkäufe: + 445.000; mit George Michael |
| 1999 | All That I Can Say Mary                                          | — | — | — | UK29 (4 Wo.)UK | US44 (14 Wo.)US | R&B6 (20 Wo.)R&B | Erstveröffentlichung: 9. Juli 1999                                              |
| 1999 | Deep Inside Mary                                                 | — | — | — | UK42 (2 Wo.)UK | US63 (15 Wo.)US | R&B9 (22 Wo.)R&B | Erstveröffentlichung: 28. September 1999                                        |
| 2000 | Someday at Christmas –                                           | — | — | — | — | — | R&B87 (1 Wo.)R&B | Charteintritt: 8. Januar 2000                                                   |
| 2000 | Give Me You Mary                                                 | DE76 (9 Wo.)DE | — | CH64 (5 Wo.)CH | UK19 (5 Wo.)UK | US68 (9 Wo.)US | R&B21 (20 Wo.)R&B | Erstveröffentlichung: 22. März 2000                                             |
| 2000 | Your Child Mary                                                  | — | — | — | — | — | R&B23 (49 Wo.)R&B | Erstveröffentlichung: 29. Mai 2000                                              |
| 2001 | Family Affair No More Drama                                      | DE10 Gold · (19 Wo.)DE | AT20 (26 Wo.)AT | CH4 Platin · (37 Wo.)CH | UK8 ×2Doppelplatin · (16 Wo.)UK | US1 (41 Wo.)US | R&B1 (38 Wo.)R&B | Erstveröffentlichung: 17. Juli 2001 Verkäufe: + 1.900.000                       |
| 2001 | No More Drama                                                    | DE47 (8 Wo.)DE | — | CH17 (16 Wo.)CH | UK9 Silber · (10 Wo.)UK | US15 (20 Wo.)US | R&B16 (32 Wo.)R&B | Erstveröffentlichung: 3. September 2001 Verkäufe: + 200.000                     |
| 2001 | Dance for Me No More Drama                                       | DE82 (3 Wo.)DE | — | CH50 (8 Wo.)CH | UK13 (13 Wo.)UK | — | — | Erstveröffentlichung: 29. Oktober 2001 feat. Common                             |
| 2002 | Rainy Dayz No More Drama (Re-Release)                            | DE58 (6 Wo.)DE | — | CH65 (8 Wo.)CH | UK17 (7 Wo.)UK | US12 (20 Wo.)US | R&B8 (27 Wo.)R&B | Erstveröffentlichung: 11. Januar 2002 feat. Ja Rule                             |
| 2003 | Love @ 1st Sight Love & Life                                     | DE36 (5 Wo.)DE | — | CH23 (10 Wo.)CH | UK18 (5 Wo.)UK | US22 (13 Wo.)US | R&B10 (20 Wo.)R&B | Erstveröffentlichung: 24. Juni 2003 feat. Method Man                            |
| 2003 | Ooh! Love & Life                                                 | — | — | — | — | US29 (12 Wo.)US | R&B14 (20 Wo.)R&B | Erstveröffentlichung: 15. September 2003                                        |
| 2003 | Whenever I Say Your Name Love & Life / Sacred Love               | — | — | CH50 (5 Wo.)CH | UK60 (1 Wo.)UK | — | — | Erstveröffentlichung: 10. November 2003 mit Sting                               |
| 2003 | Not Today Love & Life                                            | — | — | — | UK40 (2 Wo.)UK | US41 Platin (Videosingle) · (10 Wo.)US                                                                                                   | R&B21 (17 Wo.)R&B | Erstveröffentlichung: 24. November 2003 Verkäufe: + 50.000; feat. Eve           |
| 2004 | It’s a Wrap Love & Life                                          | — | — | — | — | — | R&B21 (17 Wo.)R&B | Erstveröffentlichung: 31. August 2004                                           |
| 2005 | MJB da MVP The Breakthrough                                      | — | — | — | UK33 (7 Wo.)UK | US75 (8 Wo.)US | R&B19 (17 Wo.)R&B | Erstveröffentlichung: 18. April 2005 feat. 50 Cent                              |
| 2005 | Be Without You The Breakthrough                                  | DE12 (10 Wo.)DE | AT23 (15 Wo.)AT | CH5 (28 Wo.)CH | UK32 Gold · (23 Wo.)UK | US3 ×2Doppelplatin (Mastertone) · (33 Wo.)US                                                                                             | R&B1 (75 Wo.)R&B | Erstveröffentlichung: 15. September 2005 Verkäufe: + 2.430.000                  |
| 2006 | One The Breakthrough                                             | DE6 Platin · (26 Wo.)DE | AT1 (41 Wo.)AT | CH2 (46 Wo.)CH | UK2 Gold · (24 Wo.)UK | US86 (1 Wo.)US | — | Erstveröffentlichung: Januar 2006 Verkäufe: 718.000; mit U2                     |
| 2006 | Enough Cryin’ The Breakthrough                                   | DE88 (4 Wo.)DE | — | — | UK46 (5 Wo.)UK | US32 (20 Wo.)US | R&B2 (42 Wo.)R&B | Erstveröffentlichung: 2. März 2006 feat. Brook-Lyn                              |
| 2006 | Take Me as I Am The Breakthrough                                 | — | — | — | — | US58 (17 Wo.)US | R&B3 (48 Wo.)R&B | Erstveröffentlichung: 17. August 2006                                           |
| 2006 | We Ride (I See the Future) Reflections (A Retrospective)         | DE69 (5 Wo.)DE | — | — | — | — | R&B38 (22 Wo.)R&B | Erstveröffentlichung: 5. November 2006                                          |
| 2007 | Just Fine Growing Pains                                          | — | — | — | UK16 Silber · (11 Wo.)UK | US22 (22 Wo.)US | R&B3 (63 Wo.)R&B | Erstveröffentlichung: 16. Oktober 2007 Verkäufe: 200.000                        |
| 2007 | Work That Growing Pains                                          | — | — | — | — | US65 (9 Wo.)US | R&B16 (27 Wo.)R&B | Erstveröffentlichung: 18. Dezember 2007                                         |
| 2009 | The One Stronger with Each Tear                                  | — | — | — | — | US63 (10 Wo.)US | R&B32 (20 Wo.)R&B | Erstveröffentlichung: 21. Juli 2009 feat. Drake                                 |
| 2009 | Stronger Music Inspired by More Than a Game                      | — | — | — | — | — | R&B84 (4 Wo.)R&B | Erstveröffentlichung: 18. August 2009                                           |
| 2009 | I Am Stronger with Each Tear                                     | — | — | — | UK34 (4 Wo.)UK | US55 (20 Wo.)US | R&B4 (40 Wo.)R&B | Erstveröffentlichung: 8. Dezember 2009                                          |
| 2010 | Each Tear Stronger with Each Tear                                | — | — | — | — | — | — | Erstveröffentlichung: 6. Mai 2010 feat. Jay Sean                                |
| 2011 | The Living Proof The Help                                        | — | — | — | — | — | — | Erstveröffentlichung: 5. Juli 2011                                              |
| 2011 | Mr. Wrong My Life II… The Journey Continues (Act 1)              | — | — | — | — | US87 (9 Wo.)US | R&B10 (38 Wo.)R&B | Erstveröffentlichung: 28. Oktober 2011 feat. Drake                              |
| 2014 | Suitcase Think Like a Man Too                                    | — | — | — | — | — | — | Erstveröffentlichung: 3. Juni 2014                                              |
| 2014 | Therapy The London Sessions                                      | — | — | — | — | — | — | Erstveröffentlichung: 23. September 2014                                        |
| 2014 | Right Now The London Sessions                                    | — | — | — | UK100 (1 Wo.)UK | — | — | Erstveröffentlichung: 7. Oktober 2014                                           |
| 2014 | Whole Damn Year The London Sessions                              | — | — | — | — | — | R&B39 (5 Wo.)R&B | Erstveröffentlichung: 21. Oktober 2014                                          |
| 2016 | Thick of It Strength of a Woman                                  | — | — | — | — | — | R&B47 (1 Wo.)R&B | Erstveröffentlichung: 7. Oktober 2016                                           |
| 2017 | U + Me (Love Lesson) Strength of a Woman                         | — | — | — | — | — | — | Erstveröffentlichung: 17. Februar 2017                                          |
| 2017 | Love Yourself (Remix) Strength of a Woman                        | — | — | — | — | — | — | Erstveröffentlichung: 2. Juni 2017 feat. Kanye West; Remix feat. ASAP Rocky     |
| 2018 | Only Love –                                                      | — | — | — | — | — | — | Erstveröffentlichung: 12. Juli 2018                                             |
| 2019 | Thriving –                                                       | — | — | — | — | — | — | Erstveröffentlichung: 8. Mai 2019 feat. Nas                                     |
| 2019 | Know –                                                           | — | — | — | — | — | — | Erstveröffentlichung: 8. August 2019                                            |
| 2021 | Amazing Good Morning Gorgeous                                    | — | — | — | — | — | — | Erstveröffentlichung: 2. Dezember 2021 feat. DJ Khaled                          |
| 2021 | Good Morning Gorgeous                                            | — | — | — | — | US83 Gold · (3 Wo.)US | R&B33 (11 Wo.)R&B | Erstveröffentlichung: 3. Dezember 2021 Verkäufe: 500.000                        |
| Folgende Lieder erschienen nicht als Single, konnten aber durch Airplay oder Downloads eine Platzierung erreichen: |                                                                  | | | | | | |                                                                                 |
| |                                                                  | | | | | | |                                                                                 |
| 1993 | I Don’t Want to Do Anything What’s the 411?                      | — | — | — | — | — | R&B86 (2 Wo.)R&B | Charteinstieg: 11. September 1993 feat. K-Ci & JoJo                             |
| 1999 | Sincerity Mary                                                   | — | — | — | — | — | R&B72 (8 Wo.)R&B | Charteinstieg: 24. Juli 1999 feat. Nas & DMX                                    |
| 2006 | Ain’t Really Love The Breakthrough                               | — | — | — | — | — | R&B73 (14 Wo.)R&B | Charteinstieg: 25. März 2006 feat. T.I.                                         |
| 2008 | Hurt Again Growing Pains                                         | — | — | — | — | — | R&B55 (17 Wo.)R&B | Charteinstieg: 23. Februar 2008                                                 |
| 2008 | Stay Down Growing Pains                                          | — | — | — | — | — | R&B34 (20 Wo.)R&B | Charteinstieg: 29. März 2008 Videoauskopplung: 17. Juni 2010                    |
| 2010 | We Got Hood Love Stronger with Each Tear                         | — | — | — | — | — | R&B25 (30 Wo.)R&B | Charteinstieg: 2. Januar 2010 Videoauskopplung: 6. Mai 2010 feat. Trey Songz    |
| 2010 | I Feel Good Stronger with Each Tear                              | — | — | — | — | — | R&B68 (18 Wo.)R&B | Charteinstieg: 6. Februar 2010                                                  |
| 2010 | Good Love Stronger with Each Tear                                | — | — | — | — | — | R&B56 (20 Wo.)R&B | Charteinstieg: 13. Februar 2010 feat. T.I.                                      |
| 2011 | Ain’t Nobody My Life II… The Journey Continues (Act 1)           | — | — | CH55 (2 Wo.)CH | — | — | — | Charteinstieg: 4. Dezember 2011                                                 |
| 2012 | Why My Life II… The Journey Continues (Act 1)                    | — | — | — | — | — | R&B30 (20 Wo.)R&B | Charteinstieg: 14. April 2012 Videoauskopplung: 9. Mai 2012 feat. Rick Ross     |
| 2012 | Love a Woman My Life II… The Journey Continues (Act 1)           | — | — | — | — | — | R&B89 (3 Wo.)R&B | Charteinstieg: 16. Juni 2012 feat. Beyoncé                                      |
| 2012 | Don’t Mind My Life II… The Journey Continues (Act 1)             | — | — | — | — | — | R&B35 (20 Wo.)R&B | Charteinstieg: 7. Juli 2012 Videoauskopplung: 26. Juli 2012                     |
| 2013 | Do You Hear What I Hear? A Mary Christmas                        | — | — | — | UK59 (1 Wo.)UK | — | — | Charteinstieg: 7. Dezember 2013 feat. Jessie J                                  |

### Als Gastmusikerin
| Jahr | Titel Album                                     | Höchstplatzierung, Gesamtwochen, AuszeichnungChartplatzierungen (Jahr, Titel, Album, Platzierungen, Wochen, Auszeichnungen, Anmerkungen) | Höchstplatzierung, Gesamtwochen, AuszeichnungChartplatzierungen (Jahr, Titel, Album, Platzierungen, Wochen, Auszeichnungen, Anmerkungen) | Höchstplatzierung, Gesamtwochen, AuszeichnungChartplatzierungen (Jahr, Titel, Album, Platzierungen, Wochen, Auszeichnungen, Anmerkungen) | Höchstplatzierung, Gesamtwochen, AuszeichnungChartplatzierungen (Jahr, Titel, Album, Platzierungen, Wochen, Auszeichnungen, Anmerkungen) | Höchstplatzierung, Gesamtwochen, AuszeichnungChartplatzierungen (Jahr, Titel, Album, Platzierungen, Wochen, Auszeichnungen, Anmerkungen) | Höchstplatzierung, Gesamtwochen, AuszeichnungChartplatzierungen (Jahr, Titel, Album, Platzierungen, Wochen, Auszeichnungen, Anmerkungen) | Anmerkungen |
| Jahr | Titel Album                                     | DE | AT | CH | UK | US | R&B | Anmerkungen |
| --- | ----------------------------------------------- | --- | --- | --- | --- | --- | --- | --- |
| 1992 | Check It Out Reel to Reel                       | — | — | — | — | — | R&B85 (8 Wo.)R&B | Erstveröffentlichung: 11. August 1992 Grand Puba feat. Mary J. Blige                                            |
| 1995 | I’ll Be There for You / All I Need Tical        | DE100 (1 Wo.)DE | — | — | UK10 (5 Wo.)UK | US3 (20 Wo.)US | R&B1 (20 Wo.)R&B | Erstveröffentlichung: 25. April 1995 Method Man feat. Mary J. Blige                                             |
| 1995 | One More Chance Ready to Die                    | — | — | — | UK34 Silber · (2 Wo.)UK | US2 Platin · (20 Wo.)US | — | Erstveröffentlichung: 9. Mai 1995 Verkäufe: + 1.200.000; The Notorious B.I.G. feat. Faith Evans & Mary J. Blige |
| 1996 | Can’t Knock the Hustle Reasonable Doubt         | — | — | — | UK30 (2 Wo.)UK | US73 (14 Wo.)US | — | Erstveröffentlichung: 27. August 1996 Jay-Z feat. Mary J. Blige                                                 |
| 1998 | Lean on Me The Nu Nation Project                | — | — | — | — | US79 (5 Wo.)US | R&B26 (6 Wo.)R&B | Erstveröffentlichung: November 1998 Kirk Franklin feat. Mary J. Blige, Bono & R. Kelly                          |
| 2000 | 911 The Ecleftic: 2 Sides II a Book             | DE12 (19 Wo.)DE | AT21 (15 Wo.)AT | CH9 (25 Wo.)CH | UK9 Silber · (10 Wo.)UK | US38 (19 Wo.)US | R&B6 (25 Wo.)R&B | Erstveröffentlichung: 1. November 2000 Verkäufe: 360.000; Wyclef Jean feat. Mary J. Blige                       |
| 2002 | All I Need (Razor Sharp Remix) –                | DE90 (4 Wo.)DE | — | — | — | — | — | Erstveröffentlichung: Juni 2002 Method Man feat. Mary J. Blige                                                  |
| 2002 | Come Close to Me Electric Circus                | — | — | — | — | US65 (15 Wo.)US | R&B21 (20 Wo.)R&B | Erstveröffentlichung: 5. November 2002 Common feat. Mary J. Blige                                               |
| 2004 | I Try The Beautiful Struggle                    | — | — | — | UK59 (2 Wo.)UK | — | R&B77 (8 Wo.)R&B | Erstveröffentlichung: 6. Dezember 2004 Talib Kweli feat. Mary J. Blige                                          |
| 2006 | Be Easy –                                       | — | — | — | — | — | R&B91 (3 Wo.)R&B | Erstveröffentlichung: 2006 Hot Rod feat. Mary J. Blige                                                          |
| 2006 | Runaway Love Release Therapy                    | — | — | — | UK52 (7 Wo.)UK | US2 Platin · (20 Wo.)US | R&B3 (22 Wo.)R&B | Erstveröffentlichung: 12. November 2006 Verkäufe: 1.000.000; Ludacris feat. Mary J. Blige                       |
| 2008 | Sumthin’s Gotta Give –                          | — | — | — | — | — | R&B83 (6 Wo.)R&B | Erstveröffentlichung: 8. August 2008 Big Boi feat. Mary J. Blige                                                |
| 2008 | Just Stand Up! –                                | — | AT73 (1 Wo.)AT | — | UK26 (3 Wo.)UK | US11 (4 Wo.)US | — | Erstveröffentlichung: 21. August 2008 mit Artists Stand Up to Cancer                                            |
| 2008 | IfULeave OnMyRadio                              | — | — | — | — | US71 (12 Wo.)US | R&B6 (35 Wo.)R&B | Erstveröffentlichung: 25. November 2008 Musiq Soulchild feat. Mary J. Blige                                     |
| 2009 | Remember Me Paper Trail                         | — | — | — | UK34 (3 Wo.)UK | US29 (2 Wo.)US | R&B42 (7 Wo.)R&B | Erstveröffentlichung: 7. Juli 2009 T.I. feat. Mary J. Blige                                                     |
| 2010 | Bridge over Troubled Water –                    | — | — | — | — | US75 (1 Wo.)US | — | Erstveröffentlichung: Februar 2010 mit Andrea Bocelli                                                           |
| 2011 | It Ain’t Over Til It’s Over We the Best Forever | — | — | — | — | — | R&B52 (12 Wo.)R&B | Erstveröffentlichung: 8. Juli 2011 DJ Khaled feat. Mary J. Blige, Fabolous & Jadakiss                           |
| 2013 | F for You Settle                                | — | — | — | UK20 (17 Wo.)UK | — | — | Erstveröffentlichung: 2. August 2013 Disclosure feat. Mary J. Blige                                             |
| 2020 | Always –                                        | — | — | — | — | — | — | Erstveröffentlichung: 28. Februar 2020 Waze & Odyssey vs. Tommy Theo feat. George Michael & Mary J. Blige       |
| Folgende Lieder erschienen nicht als Single, wurden aber durch das Album zum Download und Streaming bereitgestellt und konnten somit eine Platzierung erlangen: |                                                 | | | | | | | |
| |                                                 | | | | | | | |
| 2000 | Confrontation The Tunnel                        | — | — | — | — | — | R&B81 (5 Wo.)R&B | Charteinstieg: 1. Januar 2000 Funkmaster Flex feat. Mary J. Blige                                               |
| 2001 | Back 2 Life 2001 The Professional 2             | — | — | — | — | — | R&B57 (15 Wo.)R&B | Charteinstieg: 17. Februar 2001 DJ Clue feat. Mary J. Blige & Jadakiss                                          |
| 2005 | Ain’t No Way Classic Moments                    | — | — | — | — | — | R&B62 (19 Wo.)R&B | Charteinstieg: 7. Juli 2005 Patti LaBelle feat. Mary J. Blige                                                   |
| 2008 | You’re Welcome –                                | — | — | — | — | — | R&B55 (4 Wo.)R&B | Charteinstieg: 15. März 2008 Jay-Z feat. Mary J. Blige                                                          |
| 2019 | Lord Above Family Ties                          | — | — | — | — | US97 (1 Wo.)US | R&B44 (1 Wo.)R&B | Charteinstieg: 21. Dezember 2019 Fat Joe & Dre feat. Mary J. Blige & Eminem                                     |

## Videoalben
| Jahr | Titel                 | Anmerkungen                                               |
| ---- | --------------------- | --------------------------------------------------------- |
| 2004 | Live From Los Angeles | Erstveröffentlichung: 2004 · Verkäufe: + 50.000; US: Gold |

## Promoveröffentlichungen
Promo-Singles

| Jahr | Titel Album                                                          | Höchstplatzierung, Gesamtwochen, AuszeichnungChartplatzierungen (Jahr, Titel, Album, Platzierungen, Wochen, Auszeichnungen, Anmerkungen) | Höchstplatzierung, Gesamtwochen, AuszeichnungChartplatzierungen (Jahr, Titel, Album, Platzierungen, Wochen, Auszeichnungen, Anmerkungen) | Höchstplatzierung, Gesamtwochen, AuszeichnungChartplatzierungen (Jahr, Titel, Album, Platzierungen, Wochen, Auszeichnungen, Anmerkungen) | Höchstplatzierung, Gesamtwochen, AuszeichnungChartplatzierungen (Jahr, Titel, Album, Platzierungen, Wochen, Auszeichnungen, Anmerkungen) | Höchstplatzierung, Gesamtwochen, AuszeichnungChartplatzierungen (Jahr, Titel, Album, Platzierungen, Wochen, Auszeichnungen, Anmerkungen) | Höchstplatzierung, Gesamtwochen, AuszeichnungChartplatzierungen (Jahr, Titel, Album, Platzierungen, Wochen, Auszeichnungen, Anmerkungen) | Anmerkungen                                                  |
| Jahr | Titel Album                                                          | DE | AT | CH | UK | US | R&B | Anmerkungen                                                  |
| ---- | -------------------------------------------------------------------- | --- | --- | --- | --- | --- | --- | ------------------------------------------------------------ |
| 2011 | Someone to Love Me (Naked) My Life II… The Journey Continues (Act 1) | — | — | — | — | — | R&B28 (20 Wo.)R&B | Erstveröffentlichung: 25. April 2011 feat. Diddy & Lil Wayne |
| 2011 | 25/8 My Life II… The Journey Continues (Act 1)                       | — | — | — | — | — | R&B35 (21 Wo.)R&B | Erstveröffentlichung: 17. Oktober 2011                       |

## Sonderveröffentlichungen
| Jahr | Titel Musiklabel                                 | Anmerkungen                                               |
| ---- | ------------------------------------------------ | --------------------------------------------------------- |
| 2005 | My Collection of Love Songs Geffen Records (UMG) | Erstveröffentlichung: 2005 exklusiv bei Target vertrieben |

## Statistik

### Chartauswertung
|                     | DE    | AT    | CH     | UK     | US     | R&B      |
| ------------------- | ----- | ----- | ------ | ------ | ------ | -------- |
| Nummer-eins-Alben   | DE—DE | AT—AT | CH—CH  | UK—UK  | US4US  | R&B10R&B |
| Top-10-Alben        | DE—DE | AT—AT | CH4CH  | UK5UK  | US14US | R&B18R&B |
| Alben in den Charts | DE7DE | AT5AT | CH12CH | UK14UK | US20US | R&B20R&B |

|                       | DE     | AT    | CH     | UK     | US     | R&B      |
| --------------------- | ------ | ----- | ------ | ------ | ------ | -------- |
| Nummer-eins-Singles   | DE—DE  | AT1AT | CH—CH  | UK—UK  | US1US  | R&B6R&B  |
| Top-10-Singles        | DE2DE  | AT1AT | CH4CH  | UK7UK  | US7US  | R&B23R&B |
| Singles in den Charts | DE13DE | AT5AT | CH12CH | UK41UK | US45US | R&B71R&B |

### Auszeichnungen für Musikverkäufe
| Silberne Schallplatte - Frankreich - 2000: für die Single 911 Goldene Schallplatte - Australien - 2001: für die Single Family Affair - 2006: für das Album The Breakthrough - Belgien - 2001: für die Single Family Affair - Brasilien - 2024: für die Single Family Affair - Dänemark - 2001: für die Single Family Affair - 2022: für die Single Family Affair - 2024: für die Single As - Frankreich - 2001: für das Album No More Drama - 2001: für die Single Family Affair - Italien - 2023: für die Single Family Affair - Japan - 1997: für das Album Share My World - 2001: für das Album Ballads - 2001: für das Album No More Drama - 2003: für das Album Love & Life - 2006: für das Album The Breakthrough - Kanada - 1995: für das Album My Life - 1999: für das Album Mary - Neuseeland - 2002: für das Album No More Drama - 2025: für das Lied It’s a Wrap (Remix) - Niederlande - 2002: für das Album No More Drama - Schweden - 2000: für die Single 911 - 2001: für das Album No More Drama - 2001: für die Single Family Affair - 2007: für die Single One - Südafrika - 2002: für das Album No More Drama | Platin-Schallplatte - Dänemark - 2006: für die Single One - Europa - 2002: für das Album No More Drama - Japan - 1999: für das Album Mary - Neuseeland - 2023: für die Single Be Without You - Norwegen - 2001: für die Single 911 - Kanada - 1997: für das Album Share My World 2× Platin-Schallplatte - Kanada - 2002: für das Album No More Drama 3× Platin-Schallplatte - Neuseeland - 2024: für die Single Family Affair |

Anmerkung: Auszeichnungen in Ländern aus den Charttabellen bzw. Chartboxen sind in ebendiesen zu finden.
| Land/RegionAuszeichnungen für Musikverkäufe (Land/Region, Auszeichnungen, Verkäufe, Quellen) | Silber     | Gold       | Platin       | Verkäufe    | Quellen                                                    |
| -------------------------------------------------------------------------------------------- | ---------- | ---------- | ------------ | ----------- | ---------------------------------------------------------- |
| Australien (ARIA)                                                                            | —          | 2× Gold2   | —            | 70.000      | aria.com.au                                                |
| Belgien (BRMA)                                                                               | —          | Gold1      | —            | 25.000      | ultratop.be                                                |
| Brasilien (PMB)                                                                              | —          | Gold1      | —            | 30.000      | pro-musicabr.org.br                                        |
| Dänemark (IFPI)                                                                              | —          | 3× Gold3   | Platin1      | 102.000     | ifpi.dk                                                    |
| Deutschland (BVMI)                                                                           | —          | 3× Gold3   | Platin1      | 800.000     | musikindustrie.de                                          |
| Europa (IFPI)                                                                                | —          | —          | Platin1      | (1.000.000) | ifpi.org                                                   |
| Frankreich (SNEP)                                                                            | Silber1    | 2× Gold2   | —            | 475.000     | infodisc.fr                                                |
| Italien (FIMI)                                                                               | —          | Gold1      | —            | 50.000      | fimi.it                                                    |
| Japan (RIAJ)                                                                                 | —          | 5× Gold5   | Platin1      | 700.000     | riaj.or.jp                                                 |
| Kanada (MC)                                                                                  | —          | 2× Gold2   | 3× Platin3   | 400.000     | musiccanada.com                                            |
| Neuseeland (RMNZ)                                                                            | —          | 2× Gold2   | 4× Platin4   | 142.500     | aotearoamusiccharts.co.nz NZ2                              |
| Niederlande (NVPI)                                                                           | —          | Gold1      | —            | 40.000      | nvpi.nl                                                    |
| Norwegen (IFPI)                                                                              | —          | —          | Platin1      | 20.000      | ifpi.no (Memento vom 5. November 2012 im Internet Archive) |
| Schweden (IFPI)                                                                              | —          | 4× Gold4   | —            | 80.000      | sverigetopplistan.se                                       |
| Schweiz (IFPI)                                                                               | —          | —          | 3× Platin3   | 120.000     | hitparade.ch                                               |
| Südafrika (RISA)                                                                             | —          | Gold1      | —            | 25.000      | mi2n.com                                                   |
| Vereinigte Staaten (RIAA)                                                                    | —          | 9× Gold9   | 25× Platin25 | 28.600.000  | riaa.com                                                   |
| Vereinigtes Königreich (BPI)                                                                 | 7× Silber7 | 8× Gold8   | 4× Platin4   | 4.620.000   | bpi.co.uk                                                  |
| Insgesamt                                                                                    | 8× Silber8 | 45× Gold45 | 44× Platin44 |             |                                                            |